# Mazzino Montinari
(Mazzino Montinari)
Mazzino Montinari (Lucca, 4 aprile 1928 – Firenze, 24 novembre 1986) è stato un germanista e filosofo italiano.

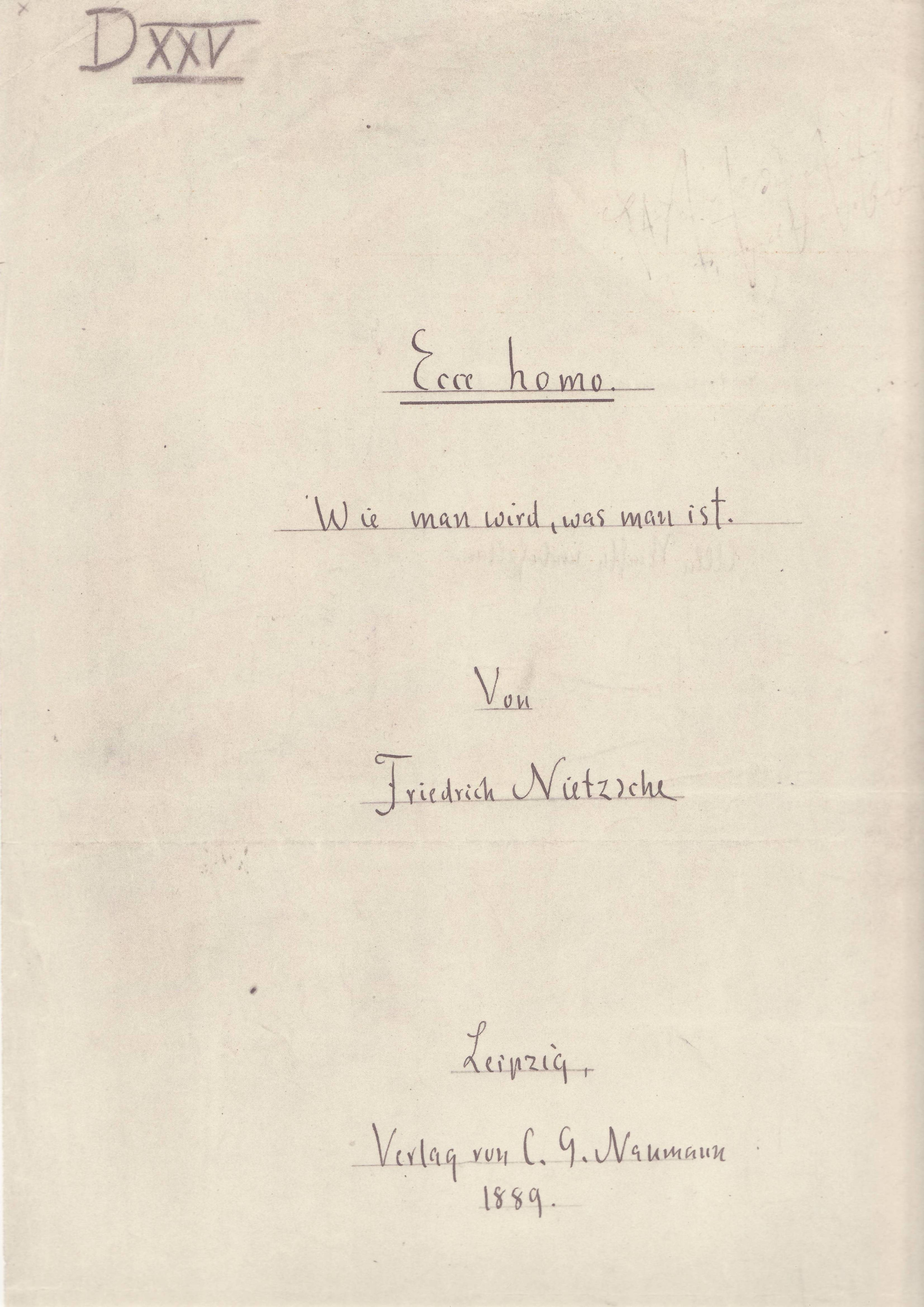
Karl-Heinz Hahn / Mazzino Montinari: Friedrich Nietzsche: Ecce Homo, Faksimileausgabe, Lipsia / Wiesbaden 1985.

È considerato uno dei massimi editori e interpreti dell'opera di Friedrich Nietzsche. Ha definitivamente dimostrato che Nietzsche non ha mai scritto un'opera dal titolo La volontà di potenza e che le cinque diverse compilazioni che la sorella del filosofo e altri editori dilettanti hanno pubblicato sotto questo titolo sono testi del tutto inaffidabili per comprendere il pensiero di Nietzsche.

## Biografia
Si era formato alla Scuola Normale Superiore di Pisa e all'Università di Pisa, presso la quale si laureò nel 1949 con una tesi di filosofia della storia sui movimenti ereticali a Lucca.
Caduto il fascismo, divenne un attivista del Partito comunista italiano, presso il quale si occupava della traduzione di scritti dal tedesco. Nel 1953, mentre visitava la Germania Est per motivi di ricerca, fu testimone della rivolta del '53. Successivamente, in seguito alla repressione della Rivoluzione ungherese del 1956, si allontanò dall'ortodossia marxista e dalla carriera nel partito. Mantenne tuttavia la sua iscrizione al PCI, e rimase fedele agli ideali del socialismo. Tra il 1950 ed il 1957 collaborò con le Edizioni Rinascita, e per un anno fu direttore dell'omonima libreria in Roma.
Alla fine degli anni 1950, con Giorgio Colli, iniziò a preparare una traduzione italiana delle opere di Nietzsche. Dopo averne rivisto la raccolta di opere e manoscritti in Weimar, Colli e Montinari decisero di iniziarne una nuova edizione critica. Essa divenne lo standard per gli studiosi, e fu pubblicata in italiano da Adelphi, in francese da Éditions Gallimard (Parigi), in tedesco da Walter de Gruyter e in olandese da Sun (tradotta da Michel van Nieuwstadt). Per questo lavoro fu preziosa l'abilità di Montinari nel decifrare la scrittura a mano (praticamente incomprensibile) di Nietzsche, fino a quel momento trascritta solo da Peter Gast (pseudonimo di Heinrich Köselitz).

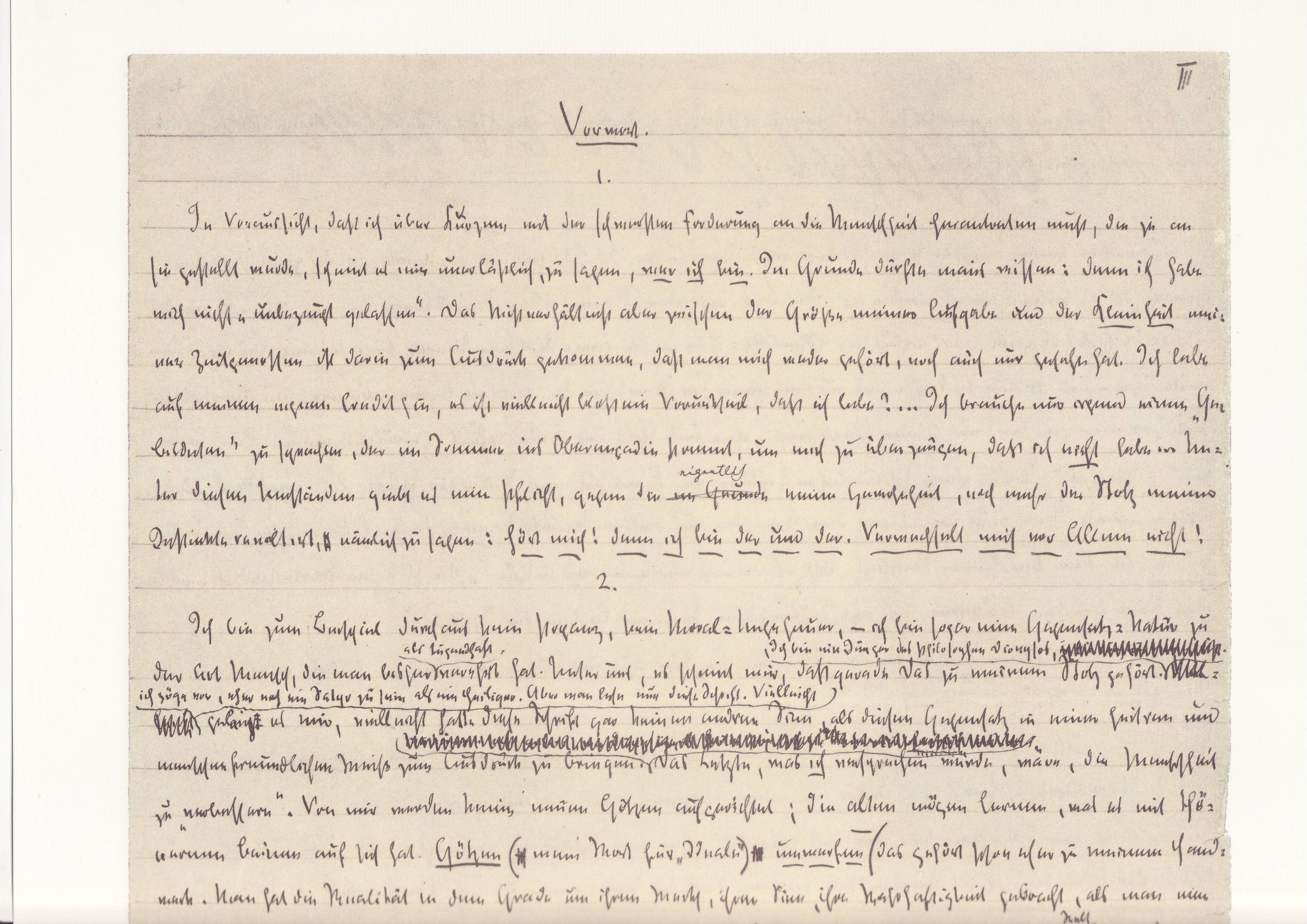
La prima pagina del manoscritto di Ecce Homo.

Nel 1972 fondò la rivista internazionale Nietzsche-Studien di cui fu coeditore fino alla morte. Attraverso le sue traduzioni ed i suoi commenti di Nietzsche, Montinari diede un contributo fondamentale alla ricerca storica e filosofica, inserendo Nietzsche nel contesto del proprio tempo.
Mazzino Montinari morì improvvisamente il 24 novembre 1986, stroncato da un infarto nella sua casa di Firenze all'età di 58 anni.

## Opere
- Che cosa ha veramente detto Nietzsche, di Mazzino Montinari, Roma, Ubaldini, 1975 ISBN 883400339X, 9788834003398
  - ripubblicato come Che cosa ha detto Nietzsche, di Mazzino Montinari, a cura di Giuliano Campioni, Milano, Adelphi, 1999 ISBN 8845914984, 9788845914980
  - trad. tedesca: Friedrich Nietzsche: eine Einführung. de Gruyter, Berlin & New York 1991. ISBN 3-11-012213-8. (Darstellung von Nietzsches Leben und Werk mit Ansätzen zu Deutung und Auseinandersetzung.)
  - traduzione francese: Friedrich Nietzsche, di Mazzino Montinari, a cura di Paolo D'Iorio, traduzione di Nathalie Ferrand, Pubblicato da Presses Universitaires de France, 2001 ISBN 2130505481, 9782130505488
  - trad. inglese: Reading Nietzsche, di Mazzino Montinari, tradotto da Greg Whitlock, University of Illinois Press, 2003 ISBN 0252027981, 9780252027987
  - trad. spagnola: Lo que dijo Nietzsche, a cura di G.Campioni, Ediciones Salamandra, Barcelona, 2003, 221 p.
- Su Nietzsche, di Mazzino Montinari, Roma, Editori Riuniti, 1981 ISBN 8835922909, 9788835922902
- Nietzsche lesen. de Gruyter, Berlin & New York 1982. ISBN 3-11-008667-0 (Sammlung von Aufsätzen zu unterschiedlichen Themen der Nietzsche-Forschung.)
- «La volonté de puissance» n'existe pas, choix d'articles établi et postfacé par Paolo D'Iorio, traduit de l'italien par Patricia Farazzi et Michel Valensi, Paris, Éditions de l'éclat, 1996, 192 p. Disponibile all'indirizzo https://www.lyber-eclat.net/lyber/montinari/volonte.html[collegamento interrotto].

### Curatele: edizioni critiche
- Johann Wolfgang Goethe, Teoria della Natura, raccolta di testi e trad. a cura di M. Montinari, Torino, Boringhieri, 1958; Milano, SE, 2020
- Friedrich Nietzsche, Lettere a Erwin Rohde, a cura di M. Montinari, Torino, Boringhieri, 1959
- Friedrich Nietzsche, Opere, a cura di M. Montinari, Giorgio Colli, trad. di M. Montinari, L. Amoroso et all., Milano, Adelphi, 1964-1986, ISBN 8845906183, ISBN 9788845906183
- Friedrich Nietzsche, Il caso Wagner: Crepuscolo degli idoli; L'anticristo; Scelta di frammenti postumi, 1887-1888, a cura di Sossio Giametta, Ferruccio Masini, M. Montinari, Giorgio Colli, Milano, Arnoldo Mondadori Editore, 1975
- Friedrich Nietzsche, Ecce homo; Ditirambi di Dioniso; Nietzsche contra Wagner; Poesie e scelta di frammenti postumi (1888-1889), a cura di Roberto Calasso e M. Montinari, Giorgio Colli, Milano, A. Mondadori, 1977
- Friedrich Nietzsche, Schopenhauer come educatore, a cura di M. Montinari e Giorgio Colli, Milano, Adelphi, 1985, ISBN 8845906280, ISBN 9788845906282
- Epistolario di Friedrich Nietzsche, a cura di María Ludovica Pampaloni Fama, Milano, Adelphi, 1995, ISBN 8845911721, ISBN 9788845911729 [postumo]
- Friedrich Nietzsche, Scritti giovanili (1856-1864), a cura di Giorgio Colli, Mario Carpitella, M. Montinari, trad. di Mario Carpitella, Milano, Adelphi, 1998, ISBN 8845913589, ISBN 9788845913587
- Arthur Schopenhauer, La vista e i colori-Carteggio con Goethe, a cura di M. Montinari, Abscondita, 2002 ISBN 8884160421, ISBN 9788884160423

In lingua tedesca
- Friedrich Nietzsche, Werke: kritische Gesamtausgabe, a cura di Giorgio Colli, M. Montinari, Wolfgang Müller-Lauter, Walter de Gruyter, 1972, ISBN 3110041928, ISBN 9783110041927
- Nietzsche Briefwechsel: Kritische Gesamtausgabe, a cura di Giorgio Colli, Norbert Miller, M. Montinari, Annemarie Pieper, Renate Müller-Buck, collaboratore Norbert Miller Annemarie Pieper, Renate Müller-Buck, Walter de Gruyter, 1998, ISBN 3110151820, ISBN 9783110151824
- Friedrich Nietzsche, Sämtliche Werke: Kritische Studienausgabe in 15 Bänden, a cura di Giorgio Colli e M. Montinari, Walter de Gruyter, 1988, ISBN 3423022280, ISBN 9783423022286
- Nietzsche-Studien: Internationales Jahrbuch für die Nietzsche-Forschung, di M. Montinari, Friedrich Nietzsche, Wolfgang Müller-Lauter, Heinz Wenzel, Walter de Gruyter, 1974, ISBN 3110179725, ISBN 9783110179729
- Heinrich Heine, Späte Prosa, 1847-1856: Säkularausgabe, a cura di Hans Böhm, M. Montinari, Helmut Brandt, Akademie-Verlag, 1988 [Originale disponibile presso la University of California], ISBN 3050004509, ISBN 9783050004501

In lingua slovacca
- Zarathusztra az Ím ígyen szólva Zarathusztra előtt, di M. Montinari, Ildikó Várnagy, Gábor Romhányi Török[12]